# Twisterlend
 (septembre 2013).
Si vous disposez d'ouvrages ou d'articles de référence ou si vous connaissez des sites web de qualité traitant du thème abordé ici, merci de compléter l'article en donnant les références utiles à sa vérifiabilité et en les liant à la section « Notes et références ».
Albums de Buckethead
It Smells Like Frogs
(2013) Pikes
(2013)
Twisterlend est le 68e album de Buckethead et le 39e volume de la série « Buckethead Pikes ». Il fut offert gratuitement le 25 novembre 2013 en version numérique devenant ainsi le 2e album de la série Buckethead Pikes à être disponible dans ce format après Pumpkin. Deux versions limitées étaient aussi proposées. La première (300 exemplaires) consistait d'un album à pochette vierge dédicacée et numérotée de 1 à 300 par Buckethead pour être livré le 6 décembre 2013. La deuxième consistait en un nombre indéterminé de copies d'un album à pochette vierge pourvue d'un dessin fait et dédicacé par Buckethead, cette fois encore pour une livraison le 6 décembre 2013. La deuxième version limitée ne fut proposée que jusqu'au 3 décembre 2013 alors que la première est épuisée.
Une version standard a été annoncée, mais n'est toujours pas disponible.

## Liste des titres
| 1.    | The Closed Triptych    | 11:25 |
| 2.    | Ghouls of the Sea      | 4:00  |
| 3.    | Canal System           | 1:53  |
| 4.    | Forbidden Fold         | 3:50  |
| 5.    | Gloomy Emptiness       | 2:29  |
| 6.    | Bowling for Slaughters | 2:43  |
| 7.    | Twisterlend            | 4:16  |
| 30:36 |                        |       |